# Contea di Cerro Gordo
La contea di Cerro Gordo (in inglese Cerro Gordo County) è una contea dello Stato dell'Iowa, negli Stati Uniti. La popolazione al censimento del 2000 era di 46 447 abitanti. Il capoluogo di contea è Mason City.

## Comunità
La contea di Cerro Gordo conta dieci città, sedici township, sette comunità non incorporate (di cui due census-designated place (CDP)):

### Città
- Clear Lake
- Dougherty
- Mason City
- Meservey
- Plymouth
- Rock Falls
- Rockwell
- Swaledale
- Thornton
- Ventura

### Townships
- Bath
- Clear Lake
- Dougherty
- Falls
- Geneseo
- Grant
- Grimes
- Lake
- Lime Creek
- Lincoln
- Mason
- Mount Vernon
- Owen
- Pleasant Valley
- Portland
- Union

### Unincorporated communities
- Burchinal, un census-designated place (CDP)
- Cameron
- Cartersville
- Emery
- Freeman
- Hurley
- Portland (CDP)